# Mende (popolo)
Il popolo dei mende è uno dei due più grandi gruppi etnici della Sierra Leone. Confinano con i temne e insieme a questi ultimi rappresentano poco più del 30% del totale della popolazione. I mende sono predominanti nella provincia orientale e in quella meridionale, mentre i temne sono predominanti in quella settentrionale e in quella occidentale, così come nella capitale Freetown.
I mende appartengono a un gruppo più ampio di popoli, i mandé, che vivono in tutta l'Africa occidentale e sono per lo più agricoltori e cacciatori. I mende sono divisi in due gruppi: i halemo, che sono membri delle hale o società segrete, e i kpowa, che non sono mai stati iniziati alle hale. I mende credono che tutto il potere e il sapere si tramandino attraverso le società segrete.
I mende parlano la lingua mende tra di loro, ma questa è parlata anche come lingua regionale franca dai membri di più piccoli gruppi etnici della Sierra Leone che abitano la stessa parte del paese. La loro lingua è parlata da circa il 46% della popolazione della Sierra Leone.

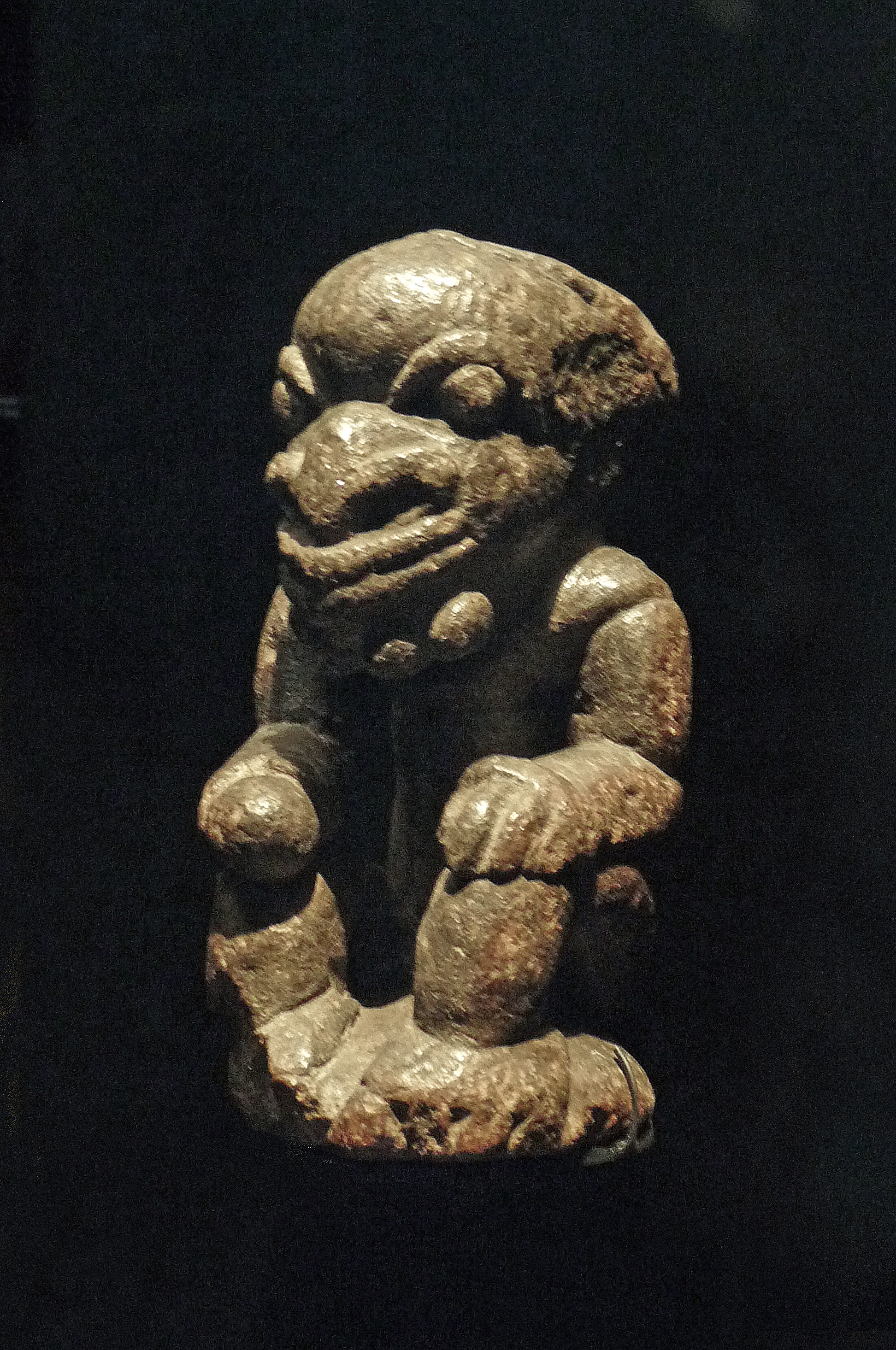
figura Nomoli ritrovata nei campi mende